# Santiago Cantera Montenegro
Santiago Cantera Montenegro (Madrid, 1972) és un monjo benedictí i medievalista espanyol, prior de l'Abadia del Valle de los Caídos.
Nascut el 1972 a Madrid, es va llicenciar en Geografia i Història per la Universidad Complutense de Madrid (UCM) el 1993. Va ser candidat al número 32 de la candidatura al Congrés dels Diputats per Madrid de Falange Española Independiente (FE(I)) de cara a les generals de 1993 i candidat a eurodiputat en el nombre de 40 de la llista de FE(I) per a les eleccions al Parlament Europeu de 1994 a Espanya. Cantera, que va entrar a treballar com a docent per a la Universitat CEU San Pablo, es va doctorar en història per la UCM.
Cap a la trentena es va decantar per la vida monàstica i després de desistir en l'ingrés a l'orde trapenc, va ser convençut per ingressar a l'abadia benedictina del Valle de los Caídos. El 2014 es va convertir en prior de l'abadia.
S'ha erigit com un ferm opositor al trasllat de les restes de Francisco Franco i de José Antonio Primo de Rivera del mausoleu franquista.